# 36 Korpus Armijny (ZSRR)
36 Korpus Armijny (ros. 36-й армейский корпус) – wyższy związek taktyczny Armii Radzieckiej z okresu zimnej wojny.

## Struktura organizacyjna
W 1991
- dowództwo
- 58 Dywizja Zmechanizowana[a]
- 84 Dywizja Zmechanizowana[a]
- 88 Dywizja Zmechanizowana[a]
- Brygada Inżynieryjna
- pułk artylerii rakietowej
- pułk artylerii przeciwpancernej